# نیکولای بالبوشین
نیکولای فیودوروویچ بالبوشین (روسی: Николай Фёдорович Балбошин؛ زادهٔ ۸ ژوئن ۱۹۴۹) کشتی‌گیر فرنگی‌کار بازنشستهٔ اهل اتحاد جماهیر شوروی سوسیالیستی است.
بالبوشین در آلمان شرقی به دنیا آمد، جایی که پدرش که یک افسر نظامی بود، در آن‌زمان در آنجا خدمت می‌کرد. او با نینا بالبوشینا ازدواج کرده‌است و یک پسر به نام نیکولای (متولد ۱۹۷۳) و یک دختر به نام یلنا (متولد ۱۹۷۹) دارد. هنگامی که خانواده‌اش به مسکو نقل مکان کردند، با تمرین با برادر بزرگترش ولادیمیر، کشتی را آغاز کرد.
وی در مسابقات کشوری و بین‌المللی در مجموع برندهٔ ۱۲ مدال طلا، ۱ مدال نقره، ۱ مدال برنز شده‌است.